# きもちわるいから君がすき
『きもちわるいから君がすき』（きもちわるいからきみがすき）は、西畑けいによる日本の漫画作品。『まんがタイムきらら』（芳文社）にて、2022年1月号から4度のゲスト掲載の後、同年5月号から2025年2月号まで連載。単行本1巻で用いられたキャッチフレーズは「冬、親友のスプーンを舐める」。
「次にくるマンガ大賞2023」コミックス部門にノミネートされた。略称は「きもすき」。

## あらすじ
淳芯学院高等学校に通う飾磨司は中学時代からの同級生であり親友の御影依子のことが好き。司はその気持ちを隠しながら今日も依子と他愛もない日々を送る。一方で依子も司に並々ならぬ想いを、歪で特別な恋愛感情を抱えていた。
きもちわるい、だけど純粋な彼女たちの物語。

## 登場人物

### 主要な登場人物
飾磨 司（しかま つかさ）
誕生日:8月19日/身長:163cm/体重:45.7kg
淳芯学院高等学校に通う高校一年生。親友である御影依子とは同級生。家族構成が父、母、長女である司、次女、三女となっており、その影響か面倒見が良く、きっちりとした委員長タイプな性格。趣味はスイーツの食べ歩き、得意なことはスポーツ全般で苦手なことは他人に頼ること。中学校からの同級生である依子の事が好き。進学先も依子に合わせて決めている。学力があり運動もでき、周囲からの人望もある。しかし、やや依子に対してストーカー気質な面があり、時に良からぬ方向に振り切れてしまうことがある。他にも依子に対する独占欲が非常に強く、依子に他人が近づいた際にはいつもとは違った一面を見せる。なお、依子とは違い純愛に近い恋愛観を有しており、お互いの気持ちにズレが生じることもある。余談だが、作中で唯一、血液型が明かされているキャラでもある。
御影 依子（みかげ よりこ）
誕生日:4月12日/身長:153cm/体重:41.3kg
淳芯学院高等学校に通う高校一年生。同級生であり親友の飾磨司のことが好き。理由は不明だが両親とは別に暮らしている。常にオドオドとしていて気が弱く、勉強も運動もあまり得意ではない。が、それは司の前でのみ見せる仮の姿であり、本性は司のストーカー。司の髪の毛や使用済み紙コップの収集などきもちわるい行為を常習的に行っている。実際は流暢な敬語で会話することができ、運動はそこそこだが（本人曰く運動オンチ）勉強は司と同等かそれ以上にできる。一人暮らしであるため家事は一通りできるが、没頭できる趣味はない 。本作きっての狂人であり、他人がドン引きするストーキング行為を顔色一つ変えずにやってのける。本作の代表的なキャッチフレーズである、「冬、親友のスプーンを舐める。」は依子が日常的に行っている奇行の一つにすぎない。また、歪んでこそいるものの司への好意は本物であり、司との関係を脅かす相手は容赦なく血祭りにあげようとする。独特の恋愛観を有しており、本作における重要なテーマの一つにもなっている。
西宮 透（にしのみや とおる）
誕生日:5月11日/身長:145cm/体重:38.5kg
淳芯学院高等学校に通う高校一年生。一人称は「僕」。やや厨二病チックな言動をする、孤高のソリストを自称するぼっち。趣味は読書。小学生以降まともに他者とコミュニケーションをとっていないようで、常に独特のどもりと共に会話をする（曰く、動物園みたいな声）。孤独（ひとりでいること）は得意だが孤独（ひとりはさみしい）は苦手。依子が司の血の付いたハンカチを嗅いでる現場を目撃してしまい、それ以降はともだち（共犯）となる。この一件により素の依子を知る数少ない人物の一人となるが、共犯として日々依子に利用されてしまっている。一見するとひたすらに不憫な人物だが、物語中の事件の渦中には常に存在している本作のキーパーソン。
神戸 霧乃（かんべ きりの）
誕生日:8月1日/身長:168cm/体重:49.2kg
淳芯学院高等学校に通う高校一年生。初期は「図書委員さん」の名前で登場し、後に本名が明かされた。成績は学年トップ、運動も中学生の頃に陸上で全国まで行ったことがあり、さらに生徒会長も経験済みなど、非の打ち所が無い文武両道の超人。ヴァイオリンも弾ける。カリスマがあるのか、隠れファンが多数存在している。今までは他人と無理やり関わり、退屈と作り笑いに満ちた人生を歩んでいた。しかし図書室にて一人で本を読んでいた透と出会い、一目惚れする。以降は「透ちゃん見守り隊」の騎士（ナイト）を自称し、彼女に降りかかる厄災を振り払うために奮闘する。

### その他の登場人物
芦屋 々々(あしや のま）
淳芯学院高等学校の体育教師。依子たちのクラス担任も兼任している。常にジャージを着ており、声が大きく、まさに体育会系といった性格。授業で二人組を作れなかった透の相手をしており、二者面談では友達ができない透のことを心配するなど生徒想いである。

## 書誌情報
- 西畑けい『きもちわるいから君がすき』　芳文社〈まんがタイムKRコミックス〉、全3巻
  1. 2022年12月26日発売[34][1]、ISBN 978-4-8322-7428-0
  2. 2023年12月26日発売[34]、ISBN 978-4-8322-9512-4
  3. 2025年1月27日発売[34]、ISBN 978-4-8322-9607-7